# 長者原

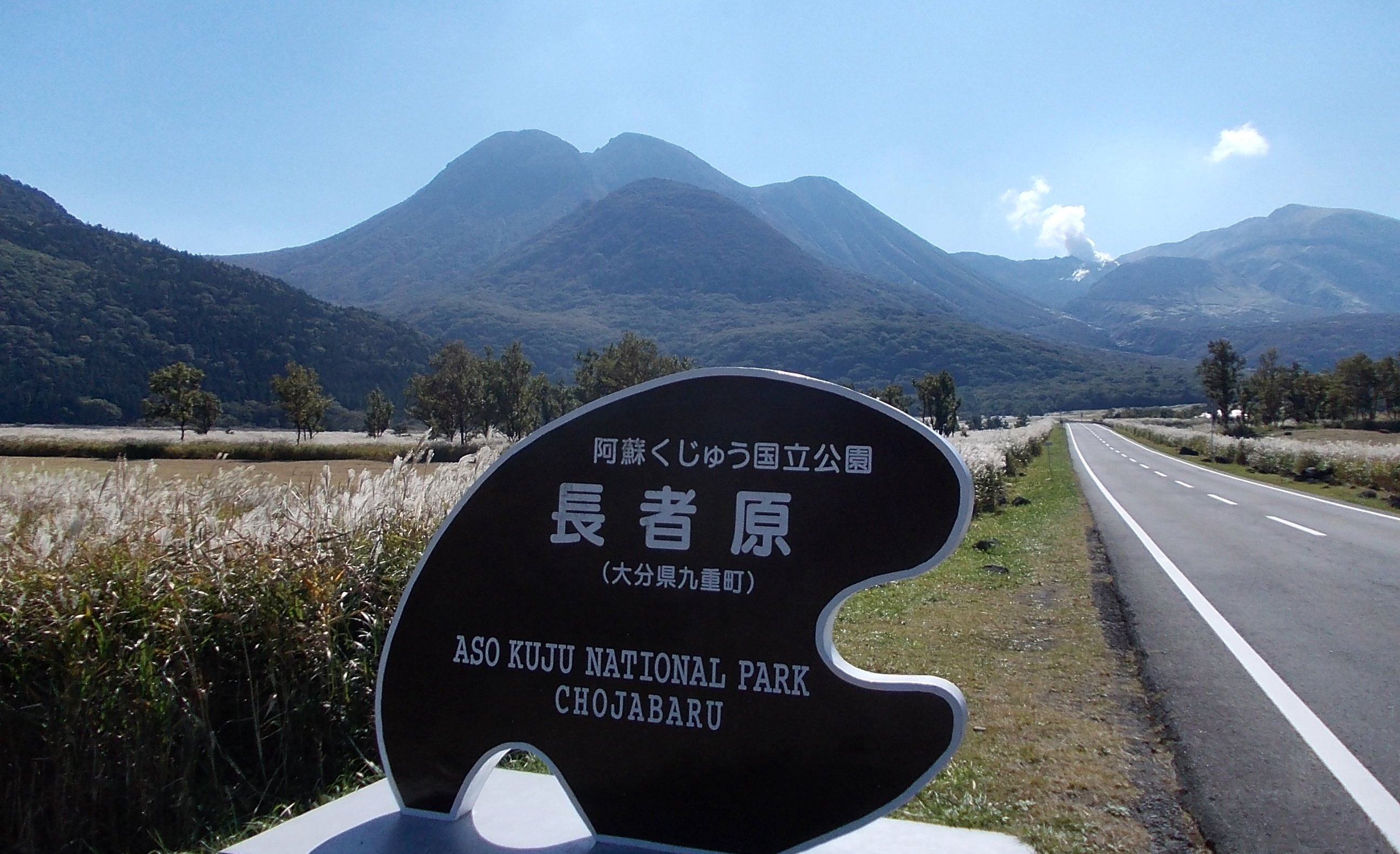
長者原

長者原（ちょうじゃばる）は、大分県玖珠郡九重町にある飯田高原の中心地域の地名。阿蘇くじゅう国立公園内にあり、九重連山の登山口として広く知られている。

## 概要
長者原という地名は、別府温泉の開発で知られる油屋熊八が、別府、由布院、くじゅう高原、阿蘇、雲仙、長崎を結ぶ観光道路（現在の九州横断道路のルート。やまなみハイウェイはその一部）を提唱し、1925年にこの地にホテルを開設した時に、熊八の盟友で大正広重として当時流行の鳥瞰図絵師吉田初三郎が、地元に伝わる朝日長者伝説にちなんで長者ヶ原（ちょうじゃがばる）と命名したことに由来するといわれる。
牧ノ戸峠と並ぶ九重連山の主要な登山口のひとつであり、阿蘇くじゅう国立公園の自然を展示し解説する環境省長者原ビジターセンターが設けられ、九重連山のジオラマなどの展示や、ビデオによる阿蘇くじゅう国立公園くじゅう地区の紹介が行われている。
また、ラムサール条約登録湿原であるタデ原湿原があり、環境省長者原ビジターセンターを起点に約1.3kmの長者原自然研究路（遊歩道）が整備されている。
地区内の長者原温泉は、九重九湯のひとつとして知られており、近年では周辺の温泉地を含めて「くじゅう連山温泉郷」とも呼ばれており、湯治客のみならず登山者にも愛されている。

## 交通
- 鉄道・バス：JR九州久大本線豊後中村駅より九重町コミュニティバス牧ノ戸峠行で約50分、九州横断バスを利用すると、別府駅より約90分、由布院駅より約40分、黒川温泉より約40分、阿蘇駅より約90分、くじゅう登山口（長者原）停留所下車。
- 自動車：大分自動車道九重インターチェンジより約16km。